# 関本昌平
関本 昌平（せきもと しょうへい、1985年4月10日 - ）は、大阪府豊能郡豊能町出身のピアニスト。

## 略歴
5歳からピアノを始め、幼少期からピティナ・ピアノコンペティションで好成績を収める。桐朋女子高等学校音楽科（共学）を卒業した後フランスに渡り、2005年エコール・ノルマル音楽院卒業。帰国後、桐朋学園大学ソリスト・ディプロマコース卒業。

国際コンクールにも多数出場しており、2003年には18歳の若さで第5回浜松国際ピアノコンクールに出場し、第4位に入賞。さらに2005年のモロッコ国際音楽コンクールで優勝、同年の第15回ショパン国際ピアノコンクールでも4位に入賞する。
これまで、イギリス室内管弦楽団、ワルシャワ国立フィルハーモニー管弦楽団、読売日本交響楽団など国内外のオーケストラと共演。現在、名古屋音楽大学特任准教授、桐朋学園大学准教授。

## 受賞歴
- 1995年ピティナ・ピアノコンペティション金賞
- 1996年ピティナ・ピアノコンペティション銅賞
- 1997年ピティナ・ピアノコンペティション銀賞
- 1998年ピティナ・ピアノコンペティション銀賞
- 1998年第3回KOBE国際学生コンクール兵庫県知事賞
- 2000年ショパン国際ピアノコンクール・イン・アジア（中学生部門）金賞
- 2000年ピティナ・ピアノコンペティション金賞
- 2001年ピティナ・ピアノコンペティションコンチェルト部門最優秀賞受賞
- 2003年ピティナ・ピアノコンペティション特級グランプリ及び第1回福田靖子賞
- 2003年第5回浜松国際ピアノコンクール第4位入賞
- 2004年第8回松方ホール音楽賞大賞
- 2005年第2回ショパン国際ピアノコンクール派遣コンクール金賞
- 2005年第5回モロッコ国際音楽コンクール優勝（満場一致）
- 2005年第15回ショパン国際ピアノコンクール第4位入賞
- 2006年青山音楽賞新人賞及び第32回日本ショパン協会賞受賞

## ディスコグラフィ
※一部のみ掲載
- 2012年7月18日　『グレイ・パール ～ ブラームス後期ピアノ作品集』 アールアンフィニ MECO-1012[2]（朝日新聞他で取り上げられた。）

## 出演
- 題名のない音楽会（テレビ朝日系）